# Olivella pusilla

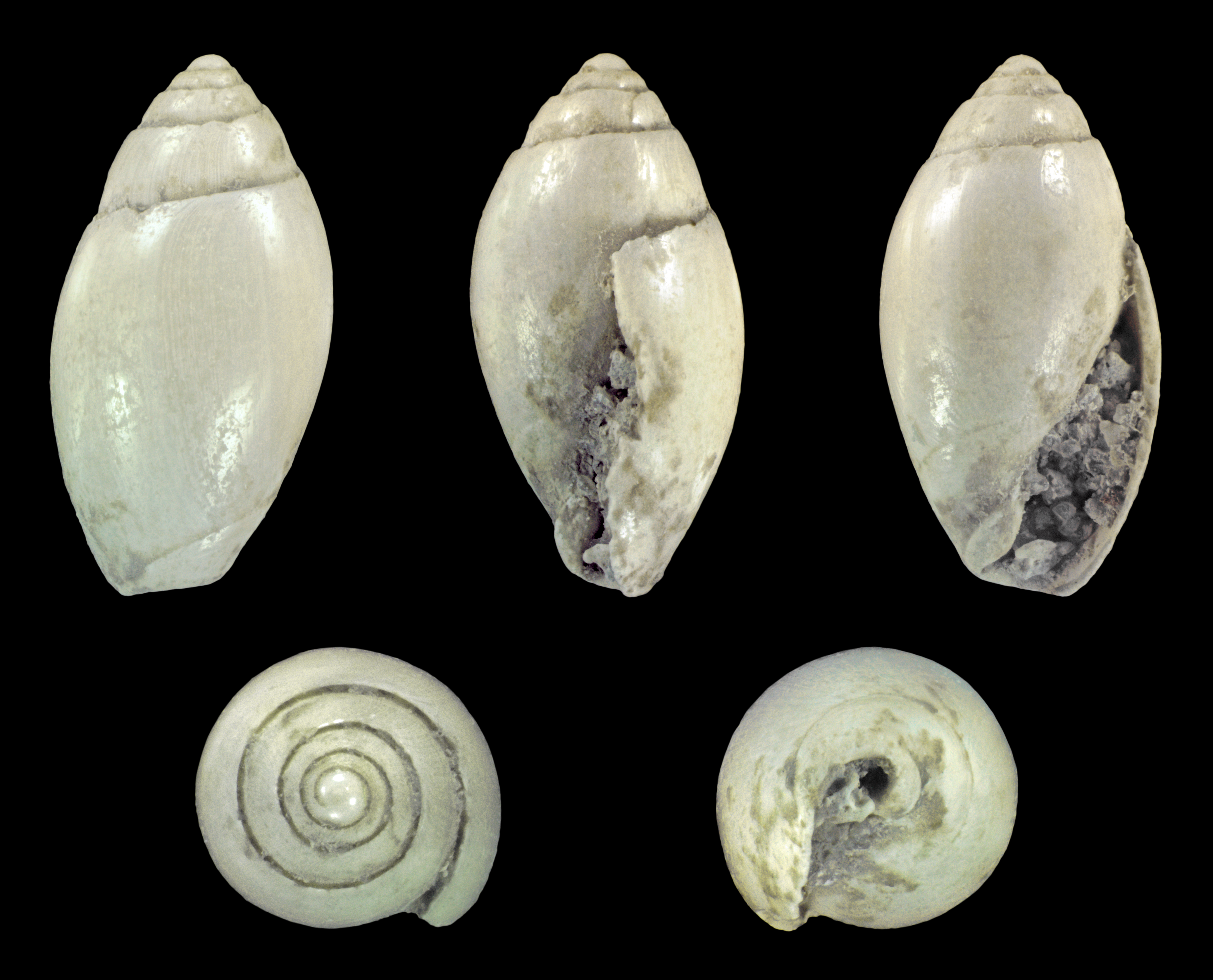
Fossil (Pliocen, Florida)

Olivella pusilla är en snäckart som först beskrevs av Marrat 1871.  Olivella pusilla ingår i släktet Olivella och familjen Olividae. Inga underarter finns listade i Catalogue of Life.